# 벨 XV-3

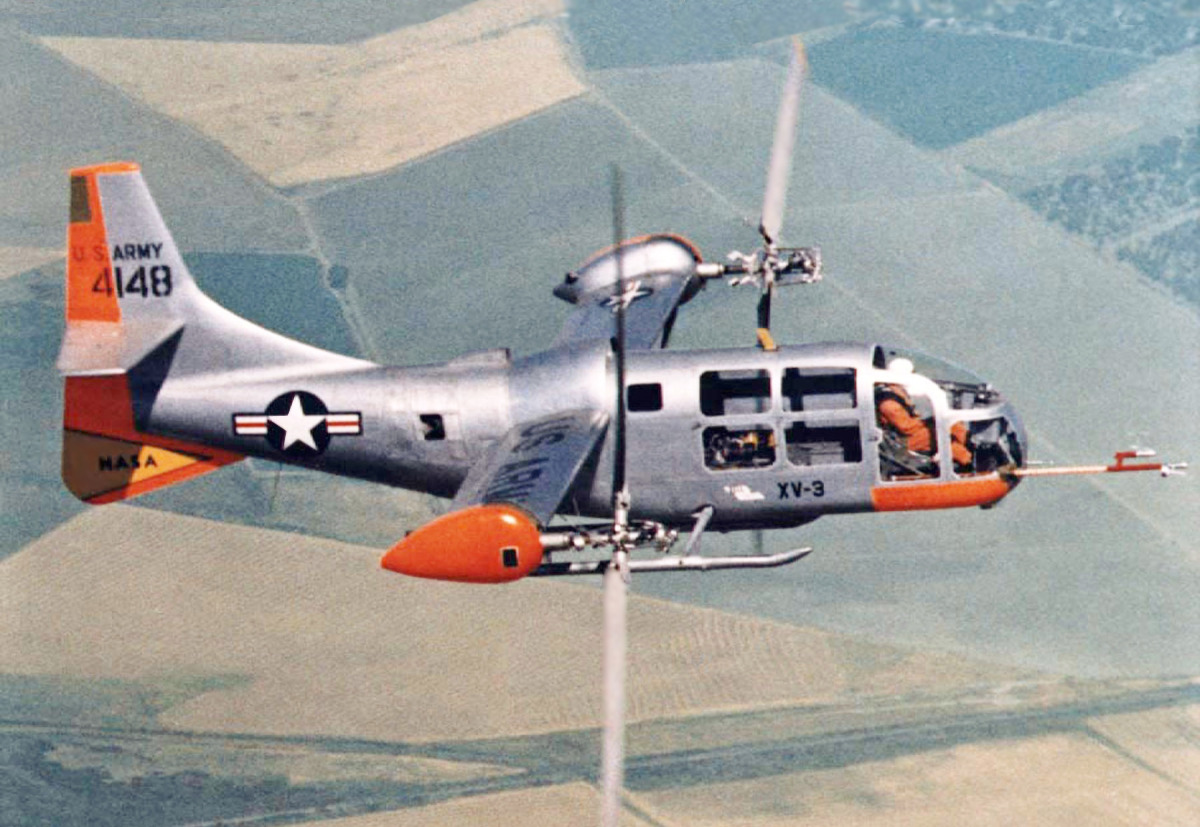
벨 XV-3

벨 XV-3(Bell XV-3, Bell 200)은 변환 기술을 탐구하기 위해 미국 공군과 미국 육군 간의 공동 연구 프로그램을 위해 벨 헬리콥터가 개발한 미국의 틸트로터 항공기이다. XV-3는 날개 끝에 장착된 2개의 블레이드 로터 어셈블리에 동력을 전달하는 구동축과 함께 동체에 엔진이 장착된 것이 특징이다. 날개 끝 로터 어셈블리는 수직에서 수평으로 90도 기울어지도록 장착되어 XV-3가 헬리콥터처럼 이착륙할 수 있지만 기존 고정익 항공기와 유사하게 더 빠른 속도로 비행할 수 있도록 설계되었다.
XV-3는 1955년 8월 11일에 처음 비행했다. 첫 번째 프로토타입은 3개의 블레이드 로터를 사용했으며 첫 비행 후 두 달 후에 플러터 충돌 문제가 발생했다. 2개의 블레이드 로터를 갖춘 두 번째 프로토타입에 대한 테스트가 수행되었으며 성공적으로 비행했다.
이후 유형에 비해 성능이 제한되었지만 항공기는 틸트로터 개념을 성공적으로 시연하여 1958년 12월부터 1962년 7월까지 헬리콥터에서 비행기 모드로 110번의 전환을 달성했다. XV-3 프로그램은 1966년 5월 20일 터널 사고로 인해 나머지 항공기가 바람에 심각한 손상을 입으면서 종료되었다. XV-3 프로그램의 데이터와 경험은 나중에 V-22 오스프리의 초석을 다진 벨 XV-15를 성공적으로 개발하는 데 사용된 핵심 요소였다.
나머지 프로토타입은 원래 XV-3에서 작업했던 엔지니어가 포함된 2년 간의 복원 작업을 통해 벨에 의해 복원된 21세기까지 살아 남았다. 그 후 이 작품은 오하이오주 데이턴에 있는 미국 국립공군박물관으로 옮겨져 전시되었다.

## 사양

### 일반적 특성
- 승무원: 1
- 길이: 9.25m(30피트 4인치)
- 날개 길이: 9.55m(31피트 4인치)
- 높이: 4.04m(13피트 3인치)
- 날개 면적: 116평방피트(10.8m2)
- 에어포일: NACA 23021
- 공차 중량: 865kg(1,907lb)
- 총 중량: 1,006kg(2,218lb)
- 동력 장치: 1 × Pratt & Whitney R-985-AN-1 Wasp Junior 9기통 공랭식 레이디얼 피스톤 엔진, 450hp(340kW)
- 메인 로터 직경: 2 × 25피트 0인치(7.62m)
- 메인 로터 면적: 91.22m2(981.9평방피트) 3블레이드 변환 로터
- 블레이드 섹션: NACA 0015

### 성능
- 최대 속도: 184mph(296km/h, 160kn)
- 순항 속도: 167mph(269km/h, 145kn)
- 범위: 410km, 222nmi(255마일)
- 서비스 천장: 15,000피트(4,600m)
- 상승 속도: 1,260ft/min(6.4m/s)